# Psia buda

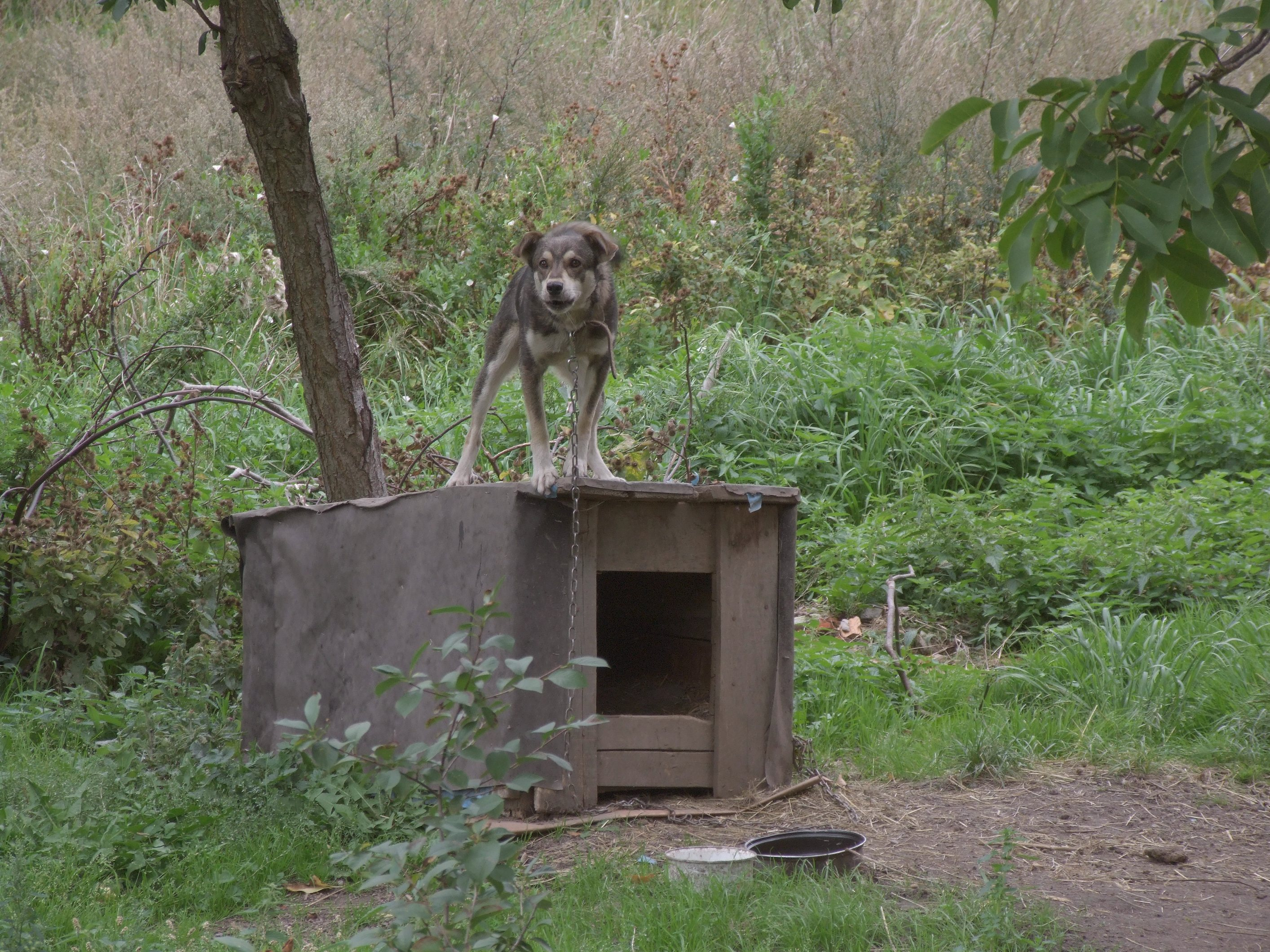
Buda dla psa

Psia buda – niewielka szopa, stanowiąca mieszkanie oraz schronienie dla psów. Często wokół takiego obiektu małej architektury znajduje się wybieg przeznaczony dla psa, na którym może biegać lub wykonywać inne czynności.

## Ogólne zalecenia budowlane
Umiejscowienie budy ma duże znaczenie dla samopoczucia psa. Powinna być ustawiona w taki sposób, aby pies miał z jej wejścia widok na jak największy obszar podwórka, zwłaszcza główne wejście. Można ustawić ją blisko domu. Budę należy posadowić na cegłach lub kamieniach, by nie stykała się bezpośrednio z podłożem, od którego dodatkowo należy zaizolować budę dwiema warstwami papy. Budę można też umieścić na podnóżkach. Nieprzemakalny dach pokryty powinien być trwałą izolacją z papy lub blachy. Ruchomy dach zapewnia dostęp do wnętrza budy i ułatwia jej sprzątanie i ewentualne naprawy. Niektóre gatunki psów chętnie wylegują się na lekko ukośnych dachach podczas upalnych dni.
W celu zatrzymania w pomieszczeniu budy jak najwięcej ciepła, budynek nie powinien być za duży lub za mały (w zależności od wielkości psa). Rozmiary budy ustala się na podstawie wysokości psa w kłębie (h):
{\displaystyle H_{B}=h\cdot 1{,}4}
Wielkość 1,4 to tzw. współczynnik luksusu. Przykładowo dorosłe owczarki niemieckie mają wysokość 60–70 cm i optymalna wysokość budy dla tych zwierząt wynosi od 85 do 100 cm.
Rozmiary głównego legowiska uzależnione są również od wysokości zwierzęcia, ale nie mogą być mniejsze od jego długości przynajmniej dla jednego z wymiarów. Dla psa rozmiaru owczarka niemieckiego rozmiary legowiska wynoszą 70×90 cm.
Najlepszym materiałem na wyściółkę budy jest słoma lub materac. Jeżeli buda umiejscowiona jest na otwartej, wietrznej przestrzeni, wejście należy dodatkowo osłonić kocem lub innym, grubym materiałem, ale trzeba to zrobić dopiero wtedy, gdy pies przyzwyczai się do swojego nowego domu. W bardzo wietrznych obszarach dobrym rozwiązaniem jest dodatkowe pomieszczenie-wiatrołap, stanowiące bufor od warunków zewnętrznych.

## Przepisy regulujące minimalne warunki utrzymywania
Polskie prawo stawia określone wymagania przed właścicielami, którzy trzymają zwierzęta domowe w budach. Rozporządzenie w sprawie minimalnych warunków utrzymywania stanowi o takich elementach jak sposób utrzymania, podstawowy rozmiar pomieszczenia, dopuszczalna ilość osobników na budę, niezbędne wyposażenie, minimalna temperatura w pomieszczeniu wewnętrznym oraz przekazuje ogólne uwagi wymogów budowlanych.

## Inne znaczenie
W architekturze termin „psia buda” może oznaczać nisko zabudowane mieszkania, w których np. okna mogą stykać się z chodnikiem. Termin ten jest używany w celu opisania domów położonych w dzielnicach mieszkań komunalnych, będących w złym stanie technicznym oraz pozbawionych dostępu do wody pitnej, elektryczności lub gazu.